# Rue du Hurepoix
Cet article court présente un sujet plus développé dans : Quai des Grands-Augustins.
La rue du Hurepoix est une ancienne rue de l'actuel 6e arrondissement de Paris.

## Historique
Elle reliait la place du Pont-Saint-Michel à la rue Gît-le-Cœur. En 1806, les immeubles côté Seine sont détruits et la rue est rattachée au quai des Grands-Augustins. Les immeubles côté impair subsistent en partie (certains immeubles ayant été détruits lors de l'aménagement de la place Saint-Michel dans la seconde partie du XIXe siècle).

## Bâtiments remarquables et lieux de mémoire
- hôtel de Luynes.